# Brändholmen, Kyrkslätt
Brändholmen är en ö i Finland. Den ligger i Finska viken och i kommunen Kyrkslätt i den ekonomiska regionen  Helsingfors i landskapet Nyland, i den södra delen av landet. Ön ligger omkring 32 kilometer sydväst om Helsingfors.
Öns area är 6,3 hektar och dess största längd är 400 meter i sydväst-nordöstlig riktning.